# Nice Stéphanie
Nice Stéphanie (née le 2 mars 2004) est une jument de robe baie, du stud-book Selle suédois, montée  en saut d'obstacles par Pénélope Leprévost. 

## Histoire

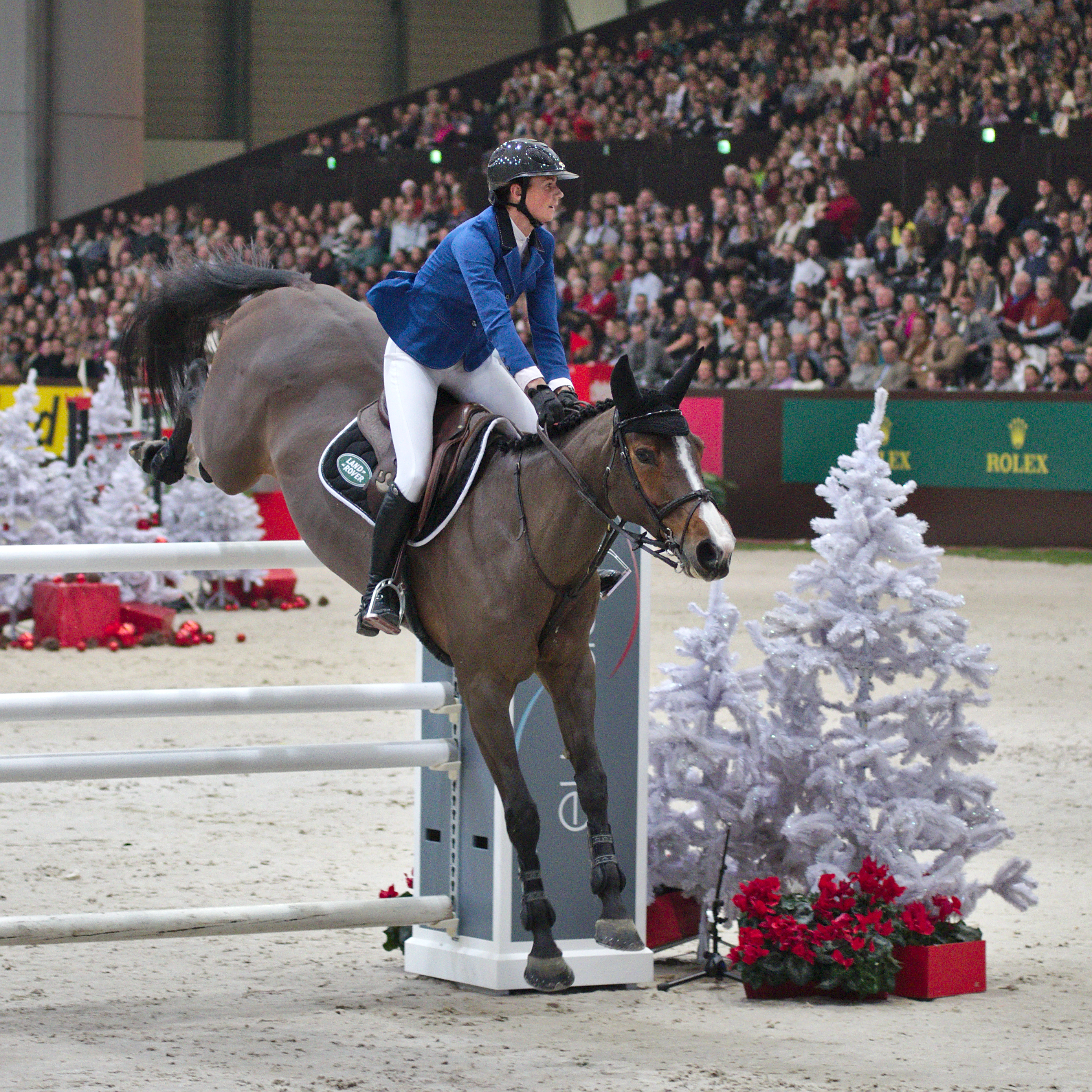
Nice Stéphanie montée par Pénélope Leprévost au Longines Global Champions Tour de Lausanne en 2013.

Elle naît le 2 mars 2004 à l'élevage de Karin Engström et Stefan Israelsson, à Uddevalla en Suède,. À l'âge de 7 ans, elle est finaliste du championnat du monde des chevaux d'obstacle de sa catégorie d'âge, à Lanaken, avec le cavalier Courtney Vince. Pénélope Leprévost la récupère en avril 2012. Sa propriétaire est Geneviève Megret, du haras de Clarbec. La jument franchit un cap dans sa progression en remportant le CSI3* de Dinard en juillet 2013, à l'âge de 9 ans ; elle est alors mise au repos deux semaines avant de reprendre les concours à Valkenswaard. En mars 2014, Nice Stéphanie est le cheval suédois (SWB) le mieux classé en saut d'obstacles selon le classement officiel de la WBFSH.

## Description
Nice Stéphanie est une jument de robe baie, inscrite au stud-book du Selle suédois. D'après sa cavalière Penelope Leprevost, elle est l'une des juments d'obstacle les plus rapides du monde.

## Palmarès
Elle est 68e du classement mondial des chevaux d'obstacle établi par la WBFSH en octobre 2013, puis 40e en octobre 2014, et 104e en octobre 2015.
- Décembre 2012 : 4e du Grand Prix de Londres, à 1,60 m[5]
- Juillet 2013 : Vainqueur du Grand Prix du CSI3* de Dinard au Val Porée[12],[6]
- Février 2016 ; vainqueur du Grand Prix à 1,50 m de Bordeaux[13],[14]
- Décembre 2016 : 5e du CSI5*-W de Londres, à 1,55 m[1].
- Juillet 2018 : vainqueur du CSI2* de Chantilly[1].

## Origines
Nice Stéphanie est une fille de l'étalon Cardento 933 et de la jument Ralmea, par Optiebeurs Ralmé Z.